# Parroha
Parroha (nep. पर्रोहा) – gaun wikas samiti w zachodniej części Nepalu w strefie Lumbini w dystrykcie Rupandehi. Według nepalskiego spisu powszechnego z 2001 roku liczył on 3615 gospodarstw domowych i 19055 mieszkańców (9799 kobiet i 9256 mężczyzn).